# Pararge laurion
Pararge laurion är en fjärilsart som beskrevs av De Nicéville 1895. Pararge laurion ingår i släktet Pararge och familjen praktfjärilar. Inga underarter finns listade i Catalogue of Life.